# La Reina Fada

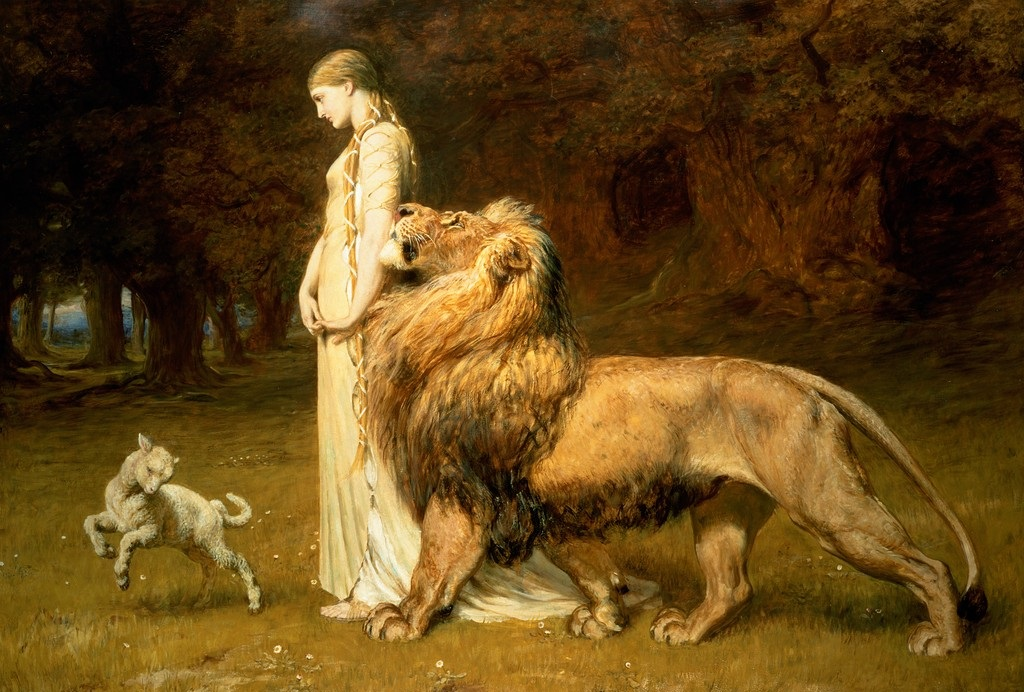
"Una i el Lleó" de Briton Rivière (1840-1920).

La Reina Fada (The Faerie Queene en anglès) és un poema èpic incomplet en anglès escrit per Edmund Spenser. La primer part fou publicada en 1590, i una segona part es va publicar en 1596. La Reina Fada és notable per la seva forma: era la primera obra escrita en estrofa spenseriana i és un dels més llargs poemes en l'idioma anglès. Es tracta d'un treball al·legòric, escrit en lloança d'Elisabet I d'Anglaterra. En gran manera simbòlic, el poema segueix el quefer de diversos cavallers en un examen de les seues diverses virtuts.
La Reina Fada guanyà el favor polític d'Elisabet I d'Anglaterra i conseqüentment va ser un èxit, tant que es va convertir en l'obra definitòria de Spenser. El poema guanyà de tal manera el favor de la monarca que a Spenser se li concedí una pensió vitalícia per import de 50 lliures l'any.

## Una Celebració de les Virtuts

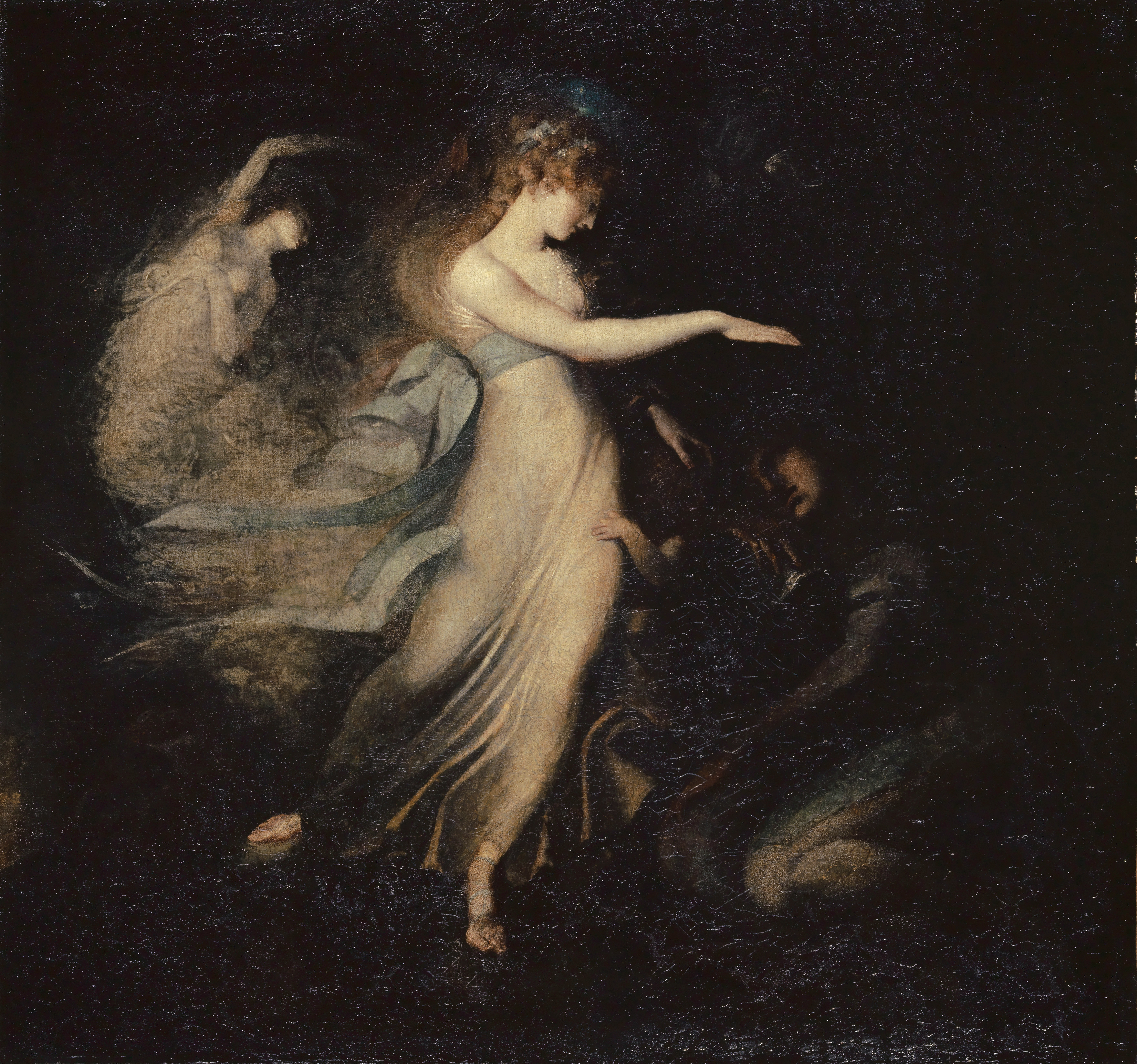
"El Príncep Artur i la Reina Fada" de Johann Heinrich Füssli

Una carta escrita per Spenser a Sir Walter Raleigh en 1589 conté un primerenc esbós de La Reina Fada, en el qual Spenser descriu la presentació al·legòrica de les virtuts a través dels cavallers artúrics en el mític "món de les Fades". Presentat com un pròleg de l'èpica en la majoria d'edicions publicades, aquesta carta descriu els plans per a fer 24 llibres: cada un dels 12 primers basats en un cavaller diferent que exemplifica una de les 12 "virtuts privades", i uns possibles 12 més centrats en el Rei Artur, que mostrarien les dotze "virtuts públiques". Spenser anomena Aristòtil com la seua font per eixes virtuts, encara que la influència de Tomàs d'Aquino pot afigurar-se també. És impossible predir com hauria semblat l'obra si Spenser haguera viscut per completar-la, però la fiabilitat de les prediccions fetes en la seva carta a Raleigh no és absoluta, tal com apareixen diverses divergències respecte a aquest projecte ja en 1590, en la primera publicació de La Reina Fada.
Si s'haguera publicat en 1596, l'èpica hagués presentat les següents virtuts:
- Llibre I: Santedat
- Llibre II: Temprança
- Llibre III: Castedat
- Llibre IV: Amistat
- Llibre V: Justícia
- Llibre VI: Cortesia

A més a d'eixes sis virtuts, la carta a Raleigh suggereix que Artur representa la virtut de la Magnificència, la qual ("segons Aristòtil i la resta") és "la perfecció de tots els altres, i en ella conté la de tots"; i que la Reina de les Fades es representa com la Glòria (d'ací el seu nom, Gloriana). El setè llibre, inacabat (els Cants de la Mutabilitat), sembla que representava la virtut de la "constància".

## La política i el poema
El poema celebra i commemora la dinastia Tudor (de la qual Elisabet I d'Anglaterra era part), semblant a les tradicions que Virgili descriu a les celebracions de Cèsar August de Roma a l'Eneida. Com a l'Eneida, on es diu que August descendeix dels nobles fills de Troia, La Fada Reina suggereix que el llinatge dels Tudor podria estar connectat amb el Rei Artur. El poema és profundament al·legòric i al·lusiu: molts isabelins prominents podrien haver-se trobat a si mateixos o en part representat per un o més dels personatges de Spenser. Elisabet mateixa n'és l'exemple més destacat: ella apareix amb més prominència en la seva disfressa de Gloriana, la mateixa Reina de les Fades; però també en els Llibres III i IV com la verge Belphoebe, filla de Chrysogonee agermanada amb Amoret, l'encarnació de l'amor conjugal de la dona, i potser també, de manera més crítica, en el Llibre I com Lucifera, la "reina verge", el lluminós Tribunal Orgull de la qual amaga una presó plena de presoners.